# Гохтанік (Вайоц-Дзор)
Гохтанік (вірм. Գողթանիկ) — село в марзі Вайоц-Дзор, на півдні Вірменії. Село розташоване за 25 км на північ від Вайка та за 28 км на північний схід від Єхегнадзора.
В селі виробляється козяче молоко. 24 серпня 2007 р. сильна злива і град пошкодили зрошувальні канали і польові дороги в селі Гохтанік.